# Ли Кайфу
Ли Кайфу́ (англ. Kai-Fu Lee, кит. трад. 李開復, упр. 李开复, пиньинь Lǐ Kāifù) — тайваньский предприниматель в области разработок программного обеспечения и искусственного интеллекта, занимавший высшие руководящие посты в китайских отделениях крупнейших американских фирм и ведущий широкомасштабные инвестиционные проекты в Китае.
Проживая в США, разработал первую систему непрерывного распознавания речи, которая послужила диссертацией в Университете Карнеги — Меллона. В дальнейшем он работал на директорских должностях в Apple, SGI, Microsoft и Google.
В 2005 Ли Кайфу стал предметом судебного разбирательства между Microsoft и Google по причине того, что уходя в Google он нарушал договор о годичном запрете на деятельность в конкурирующих фирмах, отчего получил частичный запрет на некоторые сферы деятельности.
Его деятельность в Китае сыграла ключевую роль в развитии китайского интернет-сектора. С 1998 по 2000 годы он занимал должность директора исследовательского отдела Microsoft Research Asia, а с июля 2005 по сентябрь 2009 он был президентом Google China. Он создал популярную учебную страницу «Восюэван» (кит. упр. 我学网, пиньинь Wǒxuéwǎng) (переводится как «Я учу Интернет»), по которой обучались множество молодых китайцев, и распространил в сети «10 писем для китайских студентов». Ли Кайфу — один из самых популярных в Китае микроблогеров, в сети Sina Weibo у него более пятидесяти миллионов последователей.
Прекратив работу в Google, он остался в Пекине и создал инвестиционные фонды, способствующие развитию китайской IT-индустрии и искусственного интеллекта.
В 2018 году он выпустил книгу «AI Superpowers: China, Silicon Valley, and the New World Order» (Искусственный интеллект и суперкомпьютеры — Китай, Кремниевая Долина и новый мировой порядок), в этой книге он описал, как Китай движется в сторону глобального мирового лидерства в области искусственного интеллекта. В его примечательном интервью 28 сентября 2018 года для программы PBS Amanpour он подчеркнул, что при всей своей мощности искусственный интеллект никогда не заменит творческую деятельность и эмпатию.

## Происхождение
Ли Кайфу родился в уезде Тайбэй. Его отец Ли Тяньминь был историком и политическим деятелем в китайской провинции Сычуань.
В автобиографии «Making a World of Difference» на английском и китайском языках, опубликованной в 2011 году, Ли Кайфу подробно рассказывает о себе.

## Карьера

### Образование
В 1973 Ли Кайфу вместе с семьёй эмигрировал в Соединённые Штаты Америки, где окончил школу в Ок-Ридж, Теннесси. В 1983 году он с отличием окончил Колумбийский университет, получив степень бакалавра по информатике. Докторскую степень (Ph.D.) по информатике он защитил в Университете Карнеги — Меллона в 1988 году.

### Академические исследования
В Университете Карнеги — Меллона Ли Кайфу работал по темам машинное обучение и распознавание образов. В 1986 году Ли Кайфу и Санджой Махаджан создали программу BILL по игре в Отелло, используя байесовское обучение. Она достигла достаточной силы и стала чемпионом 1989 года среди компьютерных программ. В 1988 Ли Кайфу завершил работу над докторской диссертацией, создав систему распознавания речи Sphinx. Это была первая система, с большим набором распознаваемых слов независимо от говорящего.
Ли Кайфу написал две книги по теме распознавания речи, а также более 60 статей по информатике. Его докторская диссертация была опубликована 1988 и называлась Automatic Speech Recognition: The Development of the Sphinx Recognition System (Автоматическое распознавание речи — система Sphinx) (ISBN 0898382963). Вместе с Алексом Вайблем, тоже исследователем из Университета Карнеги — Меллона, он издал Readings in Speech Recognition (1990, ISBN 1-55860-124-4).

### Apple,Silicon GraphicsиMicrosoft
После двух лет работы в Университете Карнеги — Меллона Ли Кайфу получил должность главного научного сотрудника в Apple, где в период 1990—1996 он возглавлял научно-исследовательские разработки для Apple Bandai Pippin, а также для PlainTalk, Casper (голосовой интерфейс), GalaTea (преобразование текста в речь) для компьютеров Mac.
В 1996 году Ли Кайфу перешёл в Silicon Graphics, где проработал год в должности вице-президента по разработчике сетевых продуктов, и ещё один год как глава отдела мультимедиа Cosmo Software.
В 1998 году Ли Кайфу перешёл в Microsoft и переместился в Пекин, где он сыграл ключевую роль для развития Microsoft Research (MSR). MSR China потом стала известно как Microsoft Research Asia, и приобрела репутацию одной из самых мощных исследовательских организаций по информатике в мире. 
В 2000 году Ли Кайфу вернулся в США, получив должность корпоративного вице-президента отдела интерактивных сервисов Microsoft, где и проработал до 2005 года.

### Переход изMicrosoftвGoogle
В июле 2005 Ли Кайфу ушёл из Microsoft, чтобы получить позицию в Google. При этом ему назначили компенсацию в 10 миллионов долларов США, включая бонус в 2,5 миллиона долларов при подписании контракта и ещё 1,5 миллиона через год работы, что было беспрецедентным для Google.
19 июля 2005 года Microsoft подал в суд на Ли Кайфу и Google, обвиняя в нарушении договорённости об уходе к конкурентам, опасаясь разглашения коммерческой тайны.
28 июля 2005 года Вашингтонский суд ввёл для Ли Кайфу временное ограничение на работу над проектами, которые могут составить конкуренцию Microsoft., в том числе для разработок технологий по сетевому поиску и распознаванию речи.
Работая в Google China Ли Кайфу занимался укреплением корпорации на рынке и созданием условий для её роста в Китае. Он возглавлял проект по созданию региональной страницы Google.cn, усилением команд инженеров и исследователей в стране.
4 сентября 2009 года Ли Кайфу объявил об уходе из Google. Он сказал: «Когда в компании руководит сильная команда, для меня теперь самое время открыть новую страницу в моей биографии.» Алан Юстас, старший вице-президент Google, оценил его как «обеспечившего серьёзное улучшение наших сервисов в Китае, тем самым позволив внедрить инновации в китайские сети для блага пользователей и предпринимателей».. Через несколько месяцев после ухода Ли Кайфу, Google объявил, что завершает поддержку интернет-цензуры в Китае и перемещает свои сервисы в Гонконг.

### Sinovation Ventures
7 сентября 2009 года Ли Кайфу объявил о наличии 115 миллионов долларов венчурного капитала для инновационного фонда. Первоначально фонд был назван «Innovation Works», а несколько позднее переименован в Sinovation Ventures. Фонд поставил задачу открыть за год пять высокотехнологичных стартапов для бизнеса в Интернете, мобильном Интернете и облачных сервисов. Фонд привлёк несколько крупных инвесторов, в том числе Steve Chen, сооснователя YouTube; Foxconn, крупнейшего контрактного ОЕМ-производителя электроники; Legend Holdings — фирму-родителя Lenovo по производству компьютеров; и WI Harper Group.
В сентябре 2010 года Ли Кайфу реализовал два проекта по производству операционной системы Google Android для китайских пользователей: Tapas, предназначенный для смартфонов, и Wandoujia (SnapPea), менеджер для мобильных телефонов с Android для десктопа.
В декабре 2012 года фирма Innovation Works объявила, что она освоила второй фонд в 275 миллионов долларов.
В сентябре 2016 года было объявлено о смене названия компании на «Sinovation Ventures», осваивающую 675 миллиона долларов капитала. Общий размер фонда превысил миллиард долларов. В апреле 2018 года Sinovation Ventures объявила о создании Четвёртого фонда в 500 миллионов долларов. Общий объём фондов к этому моменту уже дошёл до двух миллиардов, и инвестировал более 300 проектов, преимущественно в Китае.

## Места работы
- Вице-президент, Google; Президент, Google Greater China, июль 2005 — сентябрь 2009
- Корпоративный Вице-президент, Natural Interactive Services Division (NISD), Microsoft Corp. 2000 — июль 2005[29]
- Основатель и управляющий директор, Microsoft Research Asia, China, 1998—2000
- Президент, Cosmo Software, Multimedia software business unit of Silicon Graphics Inc. (SGI), 1999—2000
- Вице-президент & Генеральный директор, Web Products, Silicon Graphics Inc. (SGI), 1998—1999
- Вице-президент, Interactive Media Group, Apple Computer, 1997—1998
- Директор, Interactive Media, Advanced Technology Group, Apple Computer, 1994—1997
- Менеджер, Speech & Language Technologies Group, Apple Computer, 1991—1994
- Главный научный сотрудник по распознаванию речи, Apple Computer, 1990—1991
- Ассистент-профессор, Университет Карнеги — Меллон, июль 1990
- Исследователь по информатике, Университет Карнеги — Меллон, 1988—1990[30]

## Образование
- Ph.D. по информатике, Университет Карнеги — Меллон, 1988.
- Бакалавр наук по информатике, Колумбийский университет, 1983.

## Признание
- Chairman World Economic Forum’s Global AI Council
- Asia House Asian Business Leader 2018[31]
- Fellow, IEEE (inducted 2002)
- Member, Committee of 100
- Time 100, 2013[32]

## Публикации
- Kai-Fu Lee. AI Superpowers: China, Silicon Valley, and the New World Order (англ.). — Boston, Mass: Houghton Mifflin[англ.], 2018. — ISBN 9781328546395.[4][5]
  - Кай-Фу Ли Сверхдержавы искусственного интеллекта. Китай, Кремниевая долина и новый мировой порядок. — М.: Манн, Иванов и Фербер, 2019. — 350 с. ISBN 978-5-00-146163-0
- Be Your Personal Best (《做最好的自己》，published in Sept. 2005 by People’s Publishing House).
- Making A World of Difference — Kai-Fu Lee Biography (《世界因你而不同》，published in Sept. 2009 by China CITIC Press).
- Seeing Life Through Death (《向死而生》，published in Jul. 2015 by China CITIC Press).
- A Walk Into The Future (《与未来同行》，published in Oct. 2006 by People’s Publishing House).
- To Student With Love (《一往情深》，published in Oct. 2007 by People’s Publishing House).
- Weibo Changing Everything (《微博改变一切》，published in Feb. 2011 by Beijing Xiron Books Co., Ltd).
- Artificial Intelligence (《人工智能》，published in May 2017 by Beijing Xiron Books Co., Ltd).